# Championnats d'Europe de judo 1952
Navigation
Édition précédente Édition suivante
La 2e édition des championnats d'Europe de judo, s'est déroulée le 11 décembre 1952 à Paris, en France.
En marge de la compétition, un "Critérium d'Europe par catégorie de poids" a été organisé. De manière non officielle encore, des judokas se sont ainsi affrontés dans trois catégories : - 68 kg, - 80 kg, + 80 kg. Leurs vainqueurs  respectifs étant les Français Michel Charrière, Courtine et Gillet. 

## Résultats

### Individuels
| Épreuves                         | Or                      | Argent                  | Bronze |
| -------------------------------- | ----------------------- | ----------------------- | ------ |
| 1e dan                           | Anton Geesink (NED)     | Georges Poumarat (FRA)  |        |
| 2e dan                           | Robert Jacquemond (AUT) | Bernard Pariset (FRA)   |        |
| 3e dan                           | Guy Cauquil (FRA)       | Franz Nimführ (AUT)     |        |
| 4e dan                           | Jean de Herdt (FRA)     |                         |        |
| Ceinture marron Kyu              | Gilbert Briskine (FRA)  | Hein Essink (NED)       |        |
| Toutes catégories catégorie Open | Guy Verrier (FRA)       | Robert Jacquemond (AUT) |        |

### Par équipes
| Épreuves    | Or                                                                               | Argent                                                                                                | Bronze |
| ----------- | -------------------------------------------------------------------------------- | --- | ------ |
| Par équipes | France Jacques Belaud André Collonges Henri Courtine Bernard Pariset Guy Verrier | Autriche Walter Gauhs Gerhard Glanner Robert Jacquemond Leopold Körner Anton Kreuzhuber Franz Nimführ |        |

## Tableau des médailles
Les médailles obtenues dans la compétition par équipes ne sont pas comptabilisées dans le tableau de médailles.
| Rang  | Nation   | Or | Argent | Bronze | Total |
| ----- | -------- | -- | ------ | ------ | ----- |
| 1     | France   | 4  | 2      | 0      | 6     |
| 2     | Autriche | 1  | 2      | 0      | 3     |
| 3     | Pays-Bas | 1  | 1      | 0      | 2     |
| Total | Total    | 6  | 5      | 0      | 11    |

## Sources
- JudoInside.com.

- Epreuve par équipes sur le site allemand sport-komplett.de.